# Hókirálynő (film, 2012)
A Hókirálynő (eredeti cím: Снежная королева) 2012-ben bemutatott egész estés orosz 3D-s számítógépes animációs film, amely Hans Christian Andersen A Hókirálynő című meséje alapján készült. Az animációs film folytatásai (amik az eredetibe nincsenek) a Hókirálynő 2. és a Hókirálynő 3. – Tűz és Jég. Az rendezői Vladlen Barbe és Maksim Sveshnikov, a producerei Timur Bekmambetov, Alexander Ligaiy, Yuri Moskvin és Sergey Rappoport, az írói Vladlen Barbe és Vadim Sveshnikov, a zeneszerzője Mark Willott. A mozifilm a Wizart Animation és az Inlay Film gyártásában készült, az Inlay Film, a Bazelevs Distribution, a Vertical Entertainment és a Bazelevs Production forgalmazásában jelent meg. Műfaját tekintve kalandfilm, fantasy film és filmvígjáték. 
Oroszországban 2012. december 31-én, Magyarországon 2015. október 29-én mutatták be a mozikban.

## Cselekmény
|  | Alább a cselekmény részletei következnek! |

A hókirálynő egyik csatlósa, az északi szél üldözi Vegard mestert (mert olyan tükröket készít, ami felfedi a valódi kilétét és a hókirálynő ezt nem akarja), Vegard bejutott a ház aljába, felesége, Una elrejtette két gyermekét, Gerdat és Kai-t egy szekrénybe, az északi szél jégszoborrá változtatta Vegardot és Unat, de a két gyereket nem tudta jégé változtatni (mivel a tükör elzavarta) és elment.
Néhány évvel később a hókirálynő megparancsolja Orm-nak, a trollnak, hogy keresse meg Vegard mester fiát. Orm menyétté változva keresi Kai-t, Kai most egy boltba megy, hogy festékkészletet vegyen és visszamegy az árvaházba, de Orm utánamegy. Gerda Lutát keresi a szobájából, de lassan kezdődik a munkaidő, és Gerda elkésett, úgyhogy megpróbál észrevétlenül menni, de az árvaház igazgatója rajtakapja. Luta szokás szerint rosszalkodik és egy kosárba esett, Gerda utána megy és találkozik Kai-jal, aki a kazánházban dolgozik (ennyi év után sajnos már nem emlékeznek arra, hogy testvérek). Az árvaház igazgatója megint rajtakapta Gerdát, de Kai megvédte őt, mire az igazgató megbüntette Gerdát: 100 kesztyűt kell varrnia. Az igazgató elvette Kai festményét és tűzbe dobta. Miután az igazgató elment, Orm előbukkan és azt mondja Kai-nak, amikor eljön az északi csillag, akkor elindulnak. Gerda megvarrta a 100 kesztyűt és Lutaval elindult Kai-hoz, hogy megköszönje a védelmet. A kazánban Gerda talált egy rajzot, ami őt ábrázolja. Ekkor megjelent Kai, aki úgy dönt, hogy Ormmal tart. Orm azt kérdezi Kai-tól, hogy vane-e testvére? Kai válasza, hogy volt egy nővére. Ekkor Gerda megtudta, hogy ő Kai testvére, de megjelent a északi szél és elvitte Kait és Ormot, valamint Gerda és Luta is az északi szélbe repült, Gerda megpróbálta megmenteni Kait, de elváltak, és Gerda, Lutával és Ormmal együtt egy fán találták magukat. Kait pedig a hókirálynőhöz került, és ő is megtudta, hogy Gerda a nővére.
Gerda, Luta és Orm útnak indulnak a hókirálynőhöz, ám egy üvegházban találják magukat. Találkoznak egy hölggyel, aki régóta nem érzi a virágok illatát, de Gerda érzi a virágok illatát, ezért a hölgy azt akarja, hogy maradjon, ám ő nem akar itt maradni az üvegházban. Ezért a hölgy egy felejtő szérumot tett a teába, hogy Gerda ne emlékezzen Kai-ra. Azonban Orm meglátta és figyelmezteti Gerdát, hogy ez méreg. A hölgy már hívja az indáit és a húsevő növényeit, hogy kapják el, ám a forró tea kiömlött és a növények megégtek. Gerdának, Ormnak és Lutának sikerült kimenekülnie az üvegházból...
|  | Itt a vége a cselekmény részletezésének! |

## Szereplők
| Szereplők             | Orosz hang         | Angol hang              | Magyar hang     | Megjegyzés |
| --------------------- | ------------------ | ----------------------- | --------------- | --- |
| Gerda                 | Anna Shurochkina   | Jessica Straus          | Kántor Kitty    | A film főszereplője. Bátor, kedves és őszinte lány, erős akarattal. Árvaházban nevelkedett, mindig készen áll bármilyen kalandra, és meleg és szófogadó szívvel rendelkezik. |
| Orm                   | Ivan Okhlobystin   | Doug Erholtz            | Schnell Ádám    | Egy troll, a Hókirálynő csatlósa. Bár Orm nem felel meg a trollok normáinak, erősségei nem fizikaiak. Igazi erényei a ravaszságban és a találékonyságban rejlenek.           |
| Hókirálynő / Irma     | Galina Tyunina     | Cindy Robinson          | Bertalan Ágnes  | ? |
| Hókirálynő / Irma     | Galina Tyunina     | Wendee Lee              | Laudon Andrea   | ? |
| Kai                   | Ramilya Iskander   | Marianne Miller         | Timon Barnabás  | ? |
| Luta                  | Erin Fitzgerald    | Dee Bradley Baker       | TBA             | Egy fehér menyét, aki Gerda háziállata, később Orm barátja lesz |
| Boltvezetőnő          | Olga Shorokhova    | Wendee Lee              | Némedi Mari     | ? |
| Az árvaház igazgatója | Dmitry Nagiev      | Kirk Thornton           | Csuha Lajos     | ? |
| Virágos nő            | Lyudmila Artemyeva | Wendee Lee              | Csomor Csilla   | ? |
| A király              | Yuri Stoyanov      | Doug Erholtz            | Szabó Győző     | ? |
| A király fia          | Mikhail Tikhonov   | Christopher Smith       | Elek Ferenc     | ? |
| A király lánya        | Olga Zubkova       | Erin Fitzgerald         | Andrádi Zsanett | ? |
| A király komornyika   | Mikhail Tikhonov   | Kirk Thornton           | Galkó Balázs    | ? |
| Kalóz vezér           | Anna Ardova        | Cindy Robinson          | Makay Andrea    | ? |
| Alfida                | Liza Arzamasova    | Wendee Lee              | Csondor Kata    | A kalózvezér lánya. |
| A Lap sámán           | Olga Shorokhova    | Wendee Lee              | Zsurzs Kati     | ? |
| Vegard mester         | Mikhail Tikhonov   | Christopher Corey Smith | Magyar Bálint   | Gerda és Kai apja. |
| Una                   | Olga Zubkova       | Erin Fitzgerald         | Győrfi Laura    | Gerda és Kai anyja, Vegard felesége. |